# Tachypeza brachialis
Tachypeza brachialis är en tvåvingeart som först beskrevs av Axel Leonard Melander 1902.  Tachypeza brachialis ingår i släktet Tachypeza och familjen puckeldansflugor. Inga underarter finns listade i Catalogue of Life.